# 衣浦臨海鐵道
衣浦临海铁道株式会社 (日语：／ Kinuurarinkai Tetsudō)是在愛知縣衣浦灣沿岸的衣浦港經營貨運鐵路的鐵路公司。是由日本貨運鐵路、愛知縣等沿線自治體，以及相關企業出資成立的第三部門铁道。

## 历史
衣浦灣在1960年代日本經濟高速发展时期发展为工业区，為了运送原材料和产品，于1971年由日本国铁、爱知县、半田市、碧南市、高滨市和川崎钢铁（現JFE Steel）共同出資成立衣浦臨海鐵道， 於1975年開通半田線，1977年開通碧南線。
最初衣浦臨海鐵道的目的是运送原材料和产品，以及自古就在当地生产的产品，然而由於社會變遷，鐵路貨運量下降。2006年衣浦臨海鐵道關閉部分線路和車站。現在半田線只運輸貨櫃，碧南線主要功能是為位於碧南市和武丰町的碧南火力發電廠和武豐火力發電廠運送脱硫材料的碳酸钙，以及發電廠燃煤的副产品煤灰。
- 1971 年4月8日 : 衣浦臨海鐵道成立。
- 1975年11月15日 : 半田線开通 。
- 1977年5月25日 : 碧南线开通 。
- 2004年12月1日 ：与子公司衣浦臨海通運合并。
- 2006 年4月1日 : 碧南线碧南市站（日语：碧南市駅）到權現崎站（日语：権現崎站）區間、高濱市站（日语：高濱市站）（位於东浦 - 碧南市區间）、以及半田線新半田站（日语：新半田駅）廢止。

## 路线
- 半田線：東成岩站 - 半田埠頭站（日语：半田埠頭駅）(3.4公里)
- 碧南线 ：東浦站 - 碧南市站（日语：碧南市駅）(8.2公里)

## 車輛

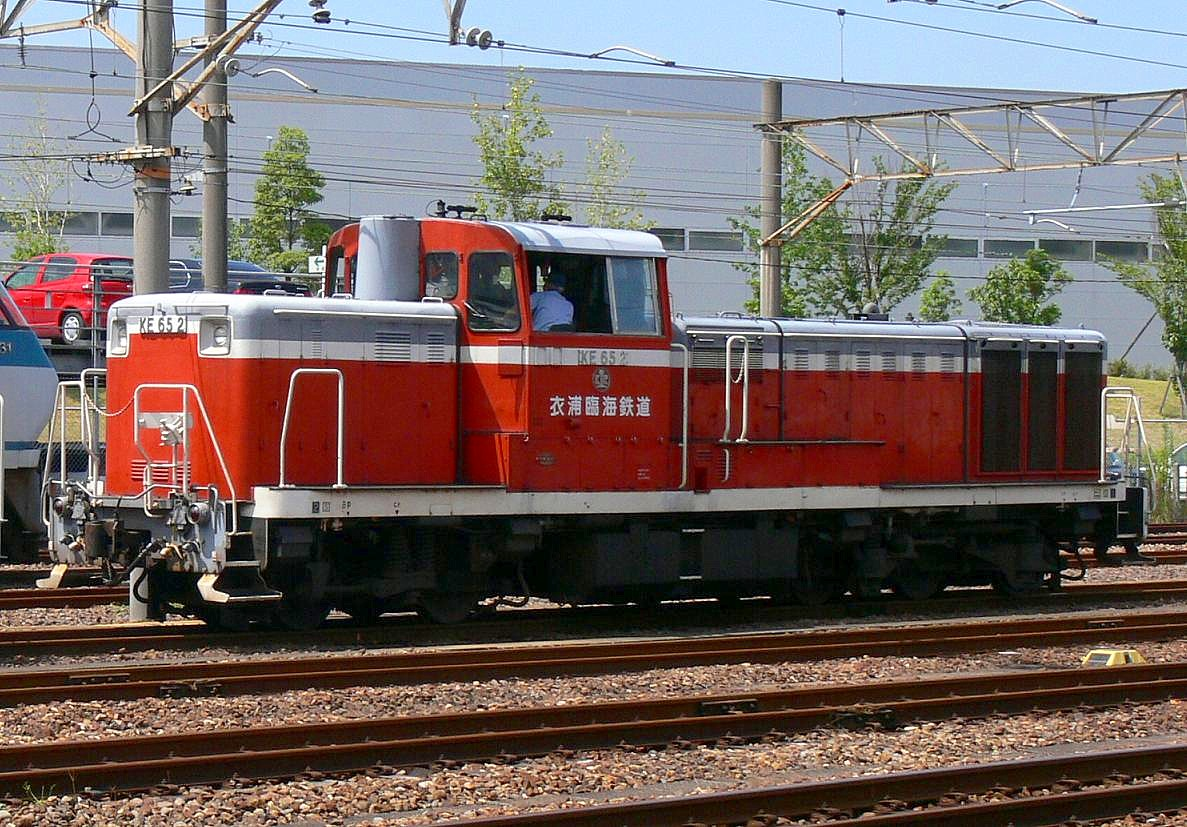
KE65型2号機

### KE65型
KE65型是衣浦臨海鐵道自1975年開業以來一直使用的機車，以日本國鐵DE10型柴油機車為原型製造，於1975~1977年間製造4輛，1~3號於1975年製造，在半田線運用。5號機於1977年製造，在碧南线運用。但是由於運量下降，1985年2、5號機出售給樽見鐵道。1990年中部電力碧南火力發電廠投產，國鐵轉移2輛DE10型機車，於1991年開始運送碳酸钙以及煤灰，重新使用2、5編號。

### DD35型
1960年新潟鐵工所製造。原屬於常磐共同火力。1970年轉讓仙台临海铁道一直使用到 1984 年再讓予衣浦臨海鐵道，用於半田埠頭站的調車作業，1987年停用，1991年報廢。

## 外部連結
- 衣浦臨海鉄道株式会社 （页面存档备份，存于）（日語）